# 차이메 1세
차이메 1세(아라곤어: Chaime I d'Aragón, 카탈루냐어: Jaume I d'Aragó, 1208년 2월 2일 ~ 1276년 7월 27일)은 아라곤 왕국의 군주로써 13세기의 가장 훌륭한 정복군주였다. 발렌시아, 발레아레스 제도 등을 정복하였지만, 몇 차례 실패한 원정을 이끌고 정치적 실수를 하기도 했다. 별명은 정복왕(아라곤어: o Conqueridor, 카탈루냐어: el Conqueridor).

## 생애
아라곤의 왕 페로 2세와 마리아 드 몽펠리에의 아들이다. 알비 십자군 당시 이단인 알비파와 힘을 합해 십자군과 싸우던 아버지가 뮈레 전투에서 죽었을 때 차이메는 5세의 나이로 프랑스 십자군의 지도자 시몽 드 몽포르에게 붙잡혀서 프랑스 카르카손에 있었다. 그러나 1214년 4월 풀려나 아라곤과 카탈루냐의 군주로 인정받았으며 몬손에서 성전기사단의 보호와 교육을 받았다. 그동안 그의 종조부인 루시용(아라곤에 있었으나 지금은 프랑스 영토) 백작 산초가 섭정을 했지만 1218년 아라곤과 카탈루냐 귀족들의 반대에 부딪치자 사임했다. 뒤이어 일어난 수차례의 반란으로 차이메는 큰 위기에 처하게 되었고 이 시련은 이후 그의 성격 형성에 지대한 영향을 끼쳤다. 어렸지만 두려움 없이 아라곤 귀족들과 전투를 벌여 1222년 카스테혼 항구 포위 때 활약했고 3년 뒤에는 또다른 항구까지 점령하려 했다.
1227년 왕국의 정부를 실질적으로 장악한 뒤 곧 재정복(레콩키스타) 사업 대전쟁의 첫 전투를 개시해 발레아레스 제도 획득에 나섰다. 1229년 12월 마요르카를 점령했고 사라고사 주교의 이비사 정복으로 1235년 발레아레스 정복은 완성되었다. 그 뒤 발레아레스 제도는 카탈루냐 해안 방어의 보루이자 동쪽으로의 팽창을 위한 무역·정치적 기지가 되었다. 1233년 차이메는 재정복 사업의 2번째 전쟁을 벌여 발렌시아 왕국의 사라센 통치자들과 싸웠다. 이 전쟁은 3년 동안 계속되었고 차이메는 많은 방해로 괴로움을 겪은 끝에 1238년 왕국의 수도를 함락했다. 그러나 다른 몇몇 도시들을 더 함락한 뒤에 발렌시아는 완전히 아라곤에 정복당했다. 1244년 아라곤과 카스티야 사이에 날인된 협정으로 그때까지 두 나라가 새로이 획득한 영토들에 관한 경계선 문제가 해결되었다.
차이메는 2차례 결혼을 했다. 첫 결혼은 카스티야 왕 알폰소 8세의 딸 레오노르와 했으나 이혼했고 그 뒤 1235년에 헝가리 왕 언드라시 2세의 딸 욜란과 결혼해 많은 자식을 두었다. 1248, 1262년 차이메는 자기 아들들에게 왕국을 나누어주었으나 결국은 치명적인 내분만 불러일으켰다. 2번째 분할에서는 맏아들 페드로에게 아라곤·발렌시아·카탈루냐를, 둘째 아들 차이메에게는 발레아레스 제도, 루시용, 그리고 페드로에게 주기로 되어 있던 봉토인 피레네 지방의 여러 백작령들을 주었다. 이러한 영토 분할로 차이메는 커다란 정치적 실수를 저질렀으며, 1258년 코르베유 조약으로 프랑스 남부의 영토에 대한 권리 주장을 포기했다. 이로 인해 카탈루냐 왕조가 전통적으로 추진했던 피레네 산맥 너머 팽창정책을 버리게 되었다. 그러나 북아프리카의 여러 소국과 관계를 발전시키고 무역을 장려하는 데는 성공했다. 또 장래를 생각해 자기 후계자인 아들 페드로를 시칠리아의 콘스탄사와 결혼시켜 이후 시칠리아 왕국을 아라곤 왕실의 영토에 통합시키는 길을 열어놓았다. 한편 용맹한 군인으로서 처남인 카스티야의 왕 알폰소 10세를 도와 무르시아 왕국에서 무어족이 일으킨 반란을 진압했으며(1266), 1269년에는 십자군이 되어 원정을 갔지만 이는 실패로 끝났다. 1272년 그가 발렌시아에서 사망했을 때, 왕국은 매우 강해져 있었다.

## 평가
남다른 용기를 가진 군인이며 지휘력이 뛰어났던 차이메 1세는 늠름하고 강하며 준수한 외모를 하고 있었다. 그는 수많은 연애사건으로 현대에 이르기까지 비난을 받아왔으며 '숙녀들의 남성'(home de fembres)이라는 별명으로 묘사되기도 했다. 그러나 그는 덕망높은 정치를 했다. 해상법의 주요법전(Llibre del consolat del mar)을 편찬하도록 했으며 발렌시아 왕국은 자신들 고유의 법적 체제를 유지시킬 수 있었다. 바르셀로나를 비롯한 여러 도시들이 자치 행정을 보장받았으며 코르테스(대표회의)가 열렸다. 차이메는 문인들을 보호했으며 연대기를 자신의 이름으로 편찬하게 했고, 아라곤의 정치적·문화적 수준을 성숙시켜 큰 존경을 받았다.